# Zoo Keeper
Zoo Keeper - ett pusselspel utvecklat av Robot Communications i form av ett webbaserat flashspel, därefter konverterat till flera olika konsoler av det japanska företaget Success,[källa behövs] bland annat Nintendo DS och Game Boy Advance (spelet kallas i det senare fallet kort och gott för Zooo).
Spelet bygger på Bejeweled där den enda påtagliga skillnaden är att bytt ut ädelstenarna mot djur samt att spelet fått ett mycket karakteristiskt utseende.